# Apoštolský kostel (Königstein)
Apoštolský kostel ve městě Königstein (německy Apostolische Kirche Königstein) je puristická stavba upravená pro bohoslužebné účely na počátku 50. let 20. století.

## Historie
Katolicko-apoštolská církevní obec existovala v Königsteinu již v 19. století. V poválečném období se stala součástí Novoapoštolské církve a na počátku 50. let 20. století vybudovala v ulici Cunnersdorferstraße kostel. Ten byl využíván po celou dobu existence místní novoapoštolské církevní obce, která však pro nedostatek členů zanikla v druhé dekádě 21. století, a budova byla následně uzavřena. Kostel je chráněn jako kulturní památka pod číslem 09222997.

## Popis
Jednolodní kostel je umístěn na vyvýšeném místě ve svahu. Stavebně je spojen s obytnou částí a dohromady vytvářejí půdorys písmene L. Budova je jednoduše omítnutá, ve štítech jižního a západního průčelí jsou umístěné rozety. Vysoká okna obdélné lodi zakončuje půlkruhový oblouk. Kostel zastřešuje prostá sedlová střecha. Interiér je plochostropý, opatřený emporou.